# Richese Labyrinthus
Il Richese Labyrinthus è una struttura geologica della superficie di Titano.